# تلخيص أبي الفتح لمقاصد الفتح
تلخيص أبي الفتح لمقاصد الفتح مخطوطة كتبها الفقيه أبي الفتح محمد بن أبي بكر المراغي (775ه‍/1374م - 859 ه‍/1455م) حوت المخطوطة اقتباس المراغي من كتاب «فتح الباري في شرح صحيح البخاري» لأبي الفضل أحمد بن علي ابن حجر العسقلاني المتوفى 852هـ/1449م:
وهو أحد شروح «الجامع الصحيح» لأبي عبد الله محمد بن إسماعيل البخاري المتوفى 256هـ/870م
عدد أورقها: 37 ورقة، مصدر المخطوط: مكتبة جامعة لايبزيك / ألمانيا.

## نبذة عن صاحب المخطوط
محمد بن أبي بكر المراغي (775ه‍/1374م - 859 ه‍/1455م) هو محمد بن أبي بكر بن الحسين، أبو الفتح، شرف الدين القرشي المراغي، فقيه عارف بالحديث، من سلالة عثمان بن عفان، وُلد بالمدينة، وتُوفي بمكة.